# Noureddine Benomar Alami
Pour les articles homonymes, voir Alami.
Noureddine Benomar Alami, né le 12 mai 1948 à Meknès, est un homme politique et diplomate marocain. Il est ambassadeur du Maroc au Sultanat d'Oman de 2006 à 2011 et ministre de l'Environnement dans le gouvernement Filali II de janvier 1995 à août 1997.

## Biographie
Après un baccalauréat scientifique au lycée Descartes de Rabat, Noureddine Benomar Alami obtient un doctorat en médecine en 1975, il occupe ensuite des postes de responsabilité aux hôpitaux de Rabat-Salé. Entre 1985 et 1993, il est président du conseil municipal de Yaâcoub El Mansour, un quartier populaire de la capitale, et président de la communauté urbaine de Rabat. Il est également président de la Société chérifienne du pétrole, devenue l'Office national des hydrocarbures et des mines en 2003. En juillet 1993, il est décoré par le roi Hassan II du Wissam du Trône.
En janvier 1995, il est nommé ministre de l'Environnement dans le gouvernement Filali II, poste qu'il occupe jusqu'à août 1997, il est remplacé par le technocrate Houssein Tijani dans le gouvernement Filali III.
Il est ambassadeur du Maroc aux Pays-Bas de 1999 à 2006 ou il change de poste.
En 2006, il est nommé par le roi Mohammed VI ambassadeur du Royaume du Maroc au Sultanat d'Oman. En 2011, il est remplacé par Tarik Elhsissen.
Il est nommé ambassadeur en Hongrie (Budapest) en décembre 2011 et reste en poste jusqu'à Juin 2016.